# Тім Труммер
Тім Труммер (нім. Tim Trummer, нар. 10 листопада 2005, Фельдбах, Австрія) — австрійський футболіст, захисник клубу «Зальцбург».

## Ігрова кар'єра

### Клубна
Тім Труммер є вихованцем клубної академії австрійського «Зальцбурга». У 2023 році футболіст почав дорослу кар'єру в складі фарм-клуба «Зальцбурга» «Ліферінг» у Другій австрійській Бундеслізі.
Перед сезоном 2024/25 Труммер зарекомендував себе як постійний гравець основи «Ліферінга», а також виступами у складі молодіжної команди «Зальцбурга» в Юнацькій лізі, де був капітаном команди. 22 лютого 2025 року у матчі чемпіонату Австрії проти віденської «Аустрії» Труммер дебютував в першій команді «Зальцбурга».

### Збірна
У 2025 році Тім Труммер почав виступи в складі молодіжної збірної Австрії.